# 대한민국 형사소송법 제320조
대한민국 형사소송법 제320조는 토지관할 위반에 대한 형사소송법의 조문이다.

## 조문
제320조(토지관할 위반) ① 법원은 피고인의 신청이 없으면 토지관할에 관하여 관할 위반의 선고를 하지 못한다.
②관할 위반의 신청은 피고사건에 대한 진술 전에 하여야 한다.

第320條(土地管轄 違反) ① 法院은 被告人의 申請이 없으면 土地管轄에 關하여 管轄 違反의 宣告를 하지 못한다.
②管轄 違反의 申請은 被告事件에 對한 陳述 前에 하여야 한다.

## 참고 문헌
- 손동권 신이철, 새로운 형사소송법(초판, 2013), 세창, 2013. ISBN 9788984114081

## 같이 보기
- 대한민국 형사소송법 제1조 관할의 직권조사
- 관할
- 토지관할